# Bisdom Udupi
Het bisdom Udupi (Latijn: Dioecesis Udupiensis) is een rooms-katholiek bisdom met als zetel Udupi, in India. Het bisdom is suffragaan aan het aartsbisdom Bangalore. 

## Geschiedenis
Het bisdom werd opgericht op 16 juli 2012, uit delen van het bisdom Mangalore.

## Parochies
Het bisdom had in 2020 een oppervlakte van 3.880 km2 en telde 1.190.800 inwoners waarvan 5,2% rooms-katholiek was.

## Bisschoppen
- Gerald Isaac Lobo (16 juli 2012 - heden)

## Galerij van afbeeldingen

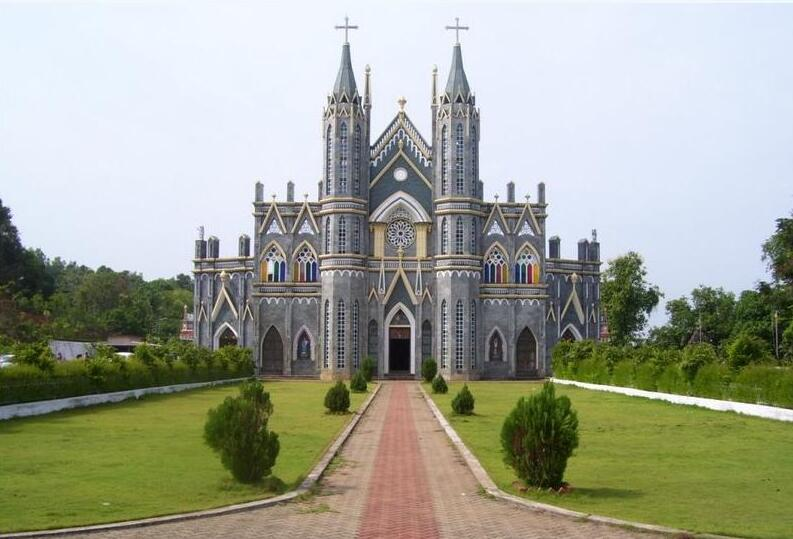
Saint Lawrence-basiliek in Attur-Karkala
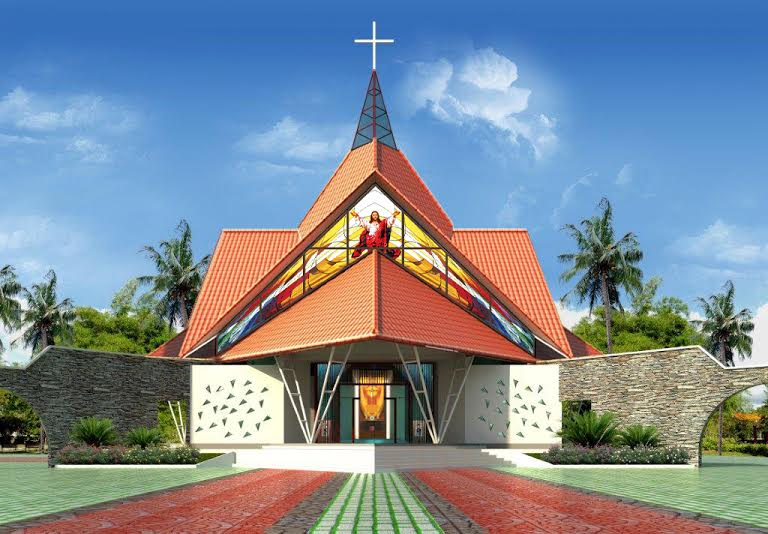
Saint Francis Assisi-kerk in Tallur
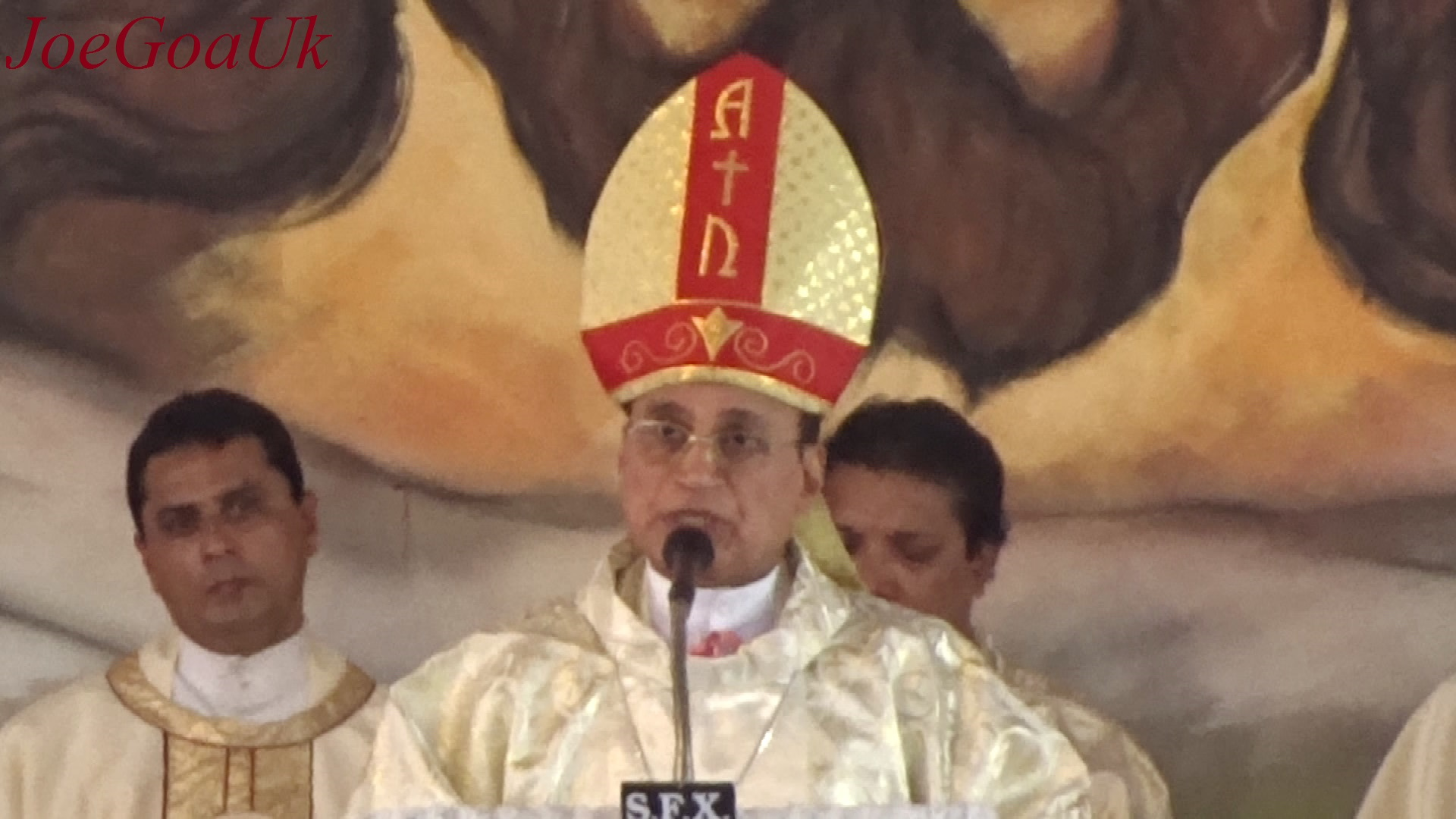
Bisschop Gerald Isaac Lobo (2012-heden)

Bangalore (aartsbisdom) · Belgaum · Bellary · Chikmagalur · Gulbarga · Karwar · Mangalore · Mysore · Shimoga · Udupi